# Село Таттибая Дуйсебайулы
Таттибая Дуйсебайулы (каз. Тәттібай Дүйсебайұлы, до 1999 г. — Амангельды) — село в Жуалынском районе Жамбылской области Казахстана. Входит в состав Шакпакского сельского округа. Код КАТО — 314255200.

## Население
В 1999 году население села составляло 776 человек (393 мужчины и 383 женщины). По данным переписи 2009 года, в селе проживало 868 человек (438 мужчин и 430 женщин).